# Kolumbija (reka)
Kolumbija (angleško Columbia River, francosko Fleuve Columbia) je ena daljših rek v Severni Ameriki; je največja reka po količini vode, ki se izlije v Tihi ocean iz Severne Amerike in tretja največja reka po prostornini v Severni Ameriki (za Misisipijem in Reko svetega Lovrenca). Tako je tudi reka, na kateri proizvedejo največ hidroelektrične energije v Severni Ameriki.
2.044 km dolga reke teče po ozemlju kanadske Britanske Kolumbije in ozemlju dveh ameriških zveznih držav, Oregona in Washingtona.